# Ангиокератом
Ангиокератом су група од осам клинички различитих васкуларних ектазија у облику каверноматозних малформације до величине зрна грашка са благо рожнатом површином. Обично се манифестују као црвено-плаве, хиперкератотичне папуле величине 1–6 mm, које се јављају изоловано или у групама, на кожи доњих удова, трбуха, трупа, језика, скротума, пениса или великих усана.
Иако је ангиокератом најчешће доброћудно (бенигно) стање, може да изазове значајну забринутост и узнемиреност код пацијената. 

## Назив
Назив ангиокератом потиче из грчког и састоји се од израза angio - крвни суд, kera - рог и tumor - тумор, што буквално значи крвни судови, рог и тумор.

## Епидемиологија
Тачна преваленције ангиокератома је непозната  јер лезије често остају непримећене, асимптоматске и без системских ефеката. Међутим, неки истраживачи смтрају да се њихова преваленција повећава са старењем од 0,6% између 16-20 година, на 16,6% код особа старијих од 70 година. 
Лезије су најчешће код мушкараца, при чему су претежно погођене особе беле расе и јапанске популације.
Око 14% свих ангиокератома су Фордикови ангиокератоми  (ангиокератома скротума) који углавном погађају беле мушкарце или људе који су по рођењу означени као мушкарци.
Упркос називу, то нису туморске лезије, већ мале малформације капиларних крвних судова.  

## Етиопатогенеза
Ангиокератоми који су неке врста неканцерозних (бенигних) тумора  јављају се када се сићушни крвни судови звани капилари (који повезују артерије и вене тако да кисеоник и хранљиве материје из крви могу да дођу до ћелија у телу, и којих има око 10 милијарди)  повећају лумен или се отворе близу површине коже што има за последицу њено згушњавање и формирање црвених, плавичастих, љубичасте или црнеих избочина. Ове промене се одвијају у средњем слоју коже ( дермису) и горњем слоју ( епидермису).
Ангиокератоми се јављају када ткива која подржавају зидове капилара изгубе своју еластичност. Ови фактори могу бити генетски или последица васкуларних малформација, притиска на крвне судове или хроничне иритације. Укрућени капилари набубре и могу се отворити.
Код ангиокератома, увећана капилари у кожи могу да формира подигнуте, промењену квржице која се назива папуле.
Код мушкараца отечене вене у скротума  код варикокеле или ингвиналне киле могу да врше притисак на капиларе. То доводи до ангиокератома скротума.
Код жена, притисак у трбуху током трудноће може изазвати ангиокератом вулве.
Понекад се усамљени ангиокератом развија у повређеном делу тела годинама након трауме.

## Врсте ангиокератома
Међу  најчешће описиваним врстама ангиокератома налазе се следећи облици:

### Мибелијев ангиокератом
Мибелијев ангиокератом (лат. аngiokeratoma asphysticum neonatorum),  са тамноцрвеним, васкуларизованим папулама величине пасуља и брадавичасто-хиперкератотичном површином на задњим странама прстију руку, ногу и колена код адолесцената са акроасфиксијом или перниозом.

### Фордиков ангиокератом
Фордиков ангиокератом (лат. аngiokeratoma scroti Fordyce), са урођеним ограниченим васкуларним ектазијама на мошницам или вулви.

### Дифузни ангиокератом тела
Дифузни ангиокератом тела (лат. angiokeratoma corporis diffusum), познат и као Фабријева болест или Андерсон–Фабријева болест, је за X везано, генетски условљено обољење лизозима код које долази до накупљања гликосфинголипида на унутрашњем слоју крвних судова (ендотелу), на бројним унутрашњим органима, на њиховим епителима и глатко-мишићним структурама. Карактеришу је понављајуће грознице, хронични бол,  много малих хиперкератотичних, плавичасти ангиома на кожи и слузокожама, периферни едем и мултисистемска дисфункција. Обично се јавља у касном детињству и често узрокује смрт од секундарне бубрежне инсуфицијенције до старости од 39 година.

### Ограничени невиформни ангиокератом
Ограничени невиформни ангиокератом (лат. аngiokeratoma corporis circumscriptum naeviforme Hallopeau), са ангиокератомима који се налазе на једној страни углавном на екстремитетима као испругани тамноплаво-црвени чворићи.

### Солитарни ангиокератом
Солитарни ангиокератом или папуларни ангиокератом (лат. solitäres Angiokeratom (papulöses Angiokeratom), код адолесцената и младих одраслих особа, обично на доњим екстремитетима

### Усамљени ангиокератом
Усамљени или вишеструки ангиокератом који се јавља код одраслих.

## Клиничка слика
Ангиокератоми подсећају на брадавице. Могу се појавити било где на болесниковом телу. Избочине су обично црвене, а затим потамне до црне или љубичасте са задебљаном кожом која их прекрива. Мање су уочљиви на тамнијој кожи.
Када пацијент притисне лезију, она не светли (бледи). Може се јавити једна лезију коже (солитарни ангиокератом) или чак и 100 лезија.
Ангиокератоми су:
- у облику куполе,
- чврста или тврди на додир,
- црвена, плава, љубичаста или црне боје,
- мање од 5 милиметара,
- груби на површини, са шљунковитом или љускавом текстуром и изгледом.

## Дијагноза
Добра анамнеза и клинички преглед абдомена на интраабдоминалне масе могу помоћи да се искључе тумори уринарног тракта и херније. 
Како ангиокератоми иако нису рак коже могу да опонашају меланоме у дијагностици се може применити  микроскопски уређај за дерматоскопију како би се јасније видела лезије коже. У неким случајевима може се урадити и биопсија коже да бисте искључио рак. 
Анализа урина за искључивање микроскопске хематурије такође може помоћи у постављању дијагнозе. 
Ако су промене на скротум терба трагати за варикокелом, која се често описује као отеклина скротума (мошница) која опонаша врећицу црва, што је најочигледније када пенис стоји усправно.
У току дерматолошког прегледа обавезно тербе пажљиво прегледати целокупну кожу на друге лезије које могу бити повезане са дифузним телесним ангиокератомом (Фабријевом болешћу), малигним меланомом и меланоцитним невусима.

### Патохистологија
Ангиокератоми карактеристично имају велике проширене крвне судове у површинском дермису и хиперкератозу (која прекрива проширене крвне судове).
- Ангиокератом скротума са видљиви великим проширеним крвним судовима и хиперкератозом
- Ангиокератом скротума (Fordyce type) са вишеструким папулама направљеним од проширених капилара
- Ангиокератом скротума (Fordyce type) са проширеним кавернозним капиларарима, акантоза
- Скротални ангиокератом (тип Мибели) са крвним судовима близу епидермиса

## Диференцијална дијагноза
У диференцијалној дијагнози ангиокератома треба имати у виду следеће болести: 
Малигни меланом (нодуларни тип меланома) може имати сличан изглед и дистрибуцију као ангиокератом, појављујући се као тамне куполасте папуле склоне спонтаном крварењу. Важно је да овај подтип меланома не показује знакове упозорења асиметрије, неправилне ивице, шаренило боја, велики пречник и брза промена радијалног обрасца раста, који се обично повезују са малигним меланомом. 
Меланоцитни младеж и гениталне брадавице такође би тербало имати у виду у диференцијалној дијагнози ангиокератома.

## Терапија
Почетни терапија код сумње на ангиокератом је контрола крварења директним притиском. Када се то остигне, упркос томе што докази остају нејасни, важно је искључити повишени интраабдоминални притисак као узрок, посебно ако постоје клинички знаци повезаности са системским болестима.  
Ангиокератоми не пролазе сами, а понекад се повећавају и множе. Упркос томе већина ангиокератома не захтева лечење. Међутим, ангиокератоми се могу лечити ако пацијент то зхтева из естетских разлога. Третман је такође опција ако лезије на кожи крвари, сврби или узрокују друге проблеме. Ако лезија постане болна, почне да дренира течност или гној, или почне да мирише, примењује  се ексцизија и уградња графта.  
Терапија уклањања ангиокератома се изводи амбулантно у локалној анестезији, а као и свака друга хируршка интервенција  може изазвати ожиљке .
Лека може обавити један од ових третмана:
- Криотерапију - коришћењем ниских температура за уклањање лезије коже.
- Електрохирургију или фулгурацију - за загревање и уништавање лезије коже.
- Ласерску хирургијз (аблација) - коришћење  снопа светлости високог интензитета да би се отклонила лезија.
- Ексцизија коже - за уклањање оштећених капилара.

## Компликације
У неким случајевима нодуларни ангиокератоми могу да произведу некротично ткиво и удубљења која могу да садрже гљивичне, бактеријске и вирусне инфекције (које могу укључити стафилокок).
Неки ангиокератоми су склонији крварењу, чак и када се благо ударе.  Остали проблеми укључују свраб или осећај печења. 
у ангиокератомима се могу развити крвни угрушци који могу бити болни. Нису опасни као они који могу да прекину доток крви у телу, тако да ови угрушци не излажу пацијента ризику од можданог или срчаног удара. 